# Petite rivière Rouge Est
Pour les articles homonymes, voir rouge (homonymie).
La Petite rivière Rouge Est est un tributaire de la Petite rivière Rouge (bassin versant de la rivière de la Petite Nation et de la rivière des Outaouais). Elle coule dans la municipalité de Namur, dans la municipalité régionale de comté (MRC) de Papineau, dans la région administrative de Outaouais, au Québec, au Canada.

## Géographie
Les bassins versants voisins de la Petite rivière Rouge Est sont :
- côté est : lac Papineau.

- côté ouest : Petite rivière Rouge, ruisseau Suffolk.

La Petite Rivière Rouge Est débute au lac Lévesque, traverse le petit lac Quesnel, le lac Quesnel, le lac Roger, le lac Sans Bruit et le lac Bourgeois, puis se déverse sur la rive est de la Petite Rivière Rouge, au sud du village de Saint-Émile-de-Suffolk, dans la municipalité de Namur et du côté est de la route 323.

## Toponymie
Le toponyme Petite rivière Rouge Est a été officialisé le 5 décembre 1968 à la Commission de toponymie du Québec.